# Brasil (insulă mitologică)

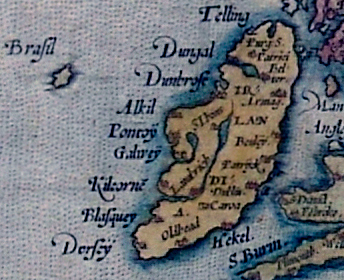
Brasil pe harta Irlandei realizată de Abraham Ortelius in 1572

Brasil, cunoscută și sub numele de Hy-Brasil sau numeroase alte variante, este o insulă fantomă despre care s-a afirmat ca s-ar afla în Oceanul Atlantic în vestul Irlandei. În mitologia irlandeză este descrisă ca fiind învăluită în ceață, cu excepția unei singure zile odată la fiecare șapte ani, când  devine vizibilă dar nu poate fi atinsă. Probabil, are rădăcini similare cu alte insule mitologice despre care se spune că există în Oceanul Atlantic, cum ar fi Atlantida, Insula Sfântului Brendan și Insula Mam. 

## Etimologie
Etimologia numelor Brasil și Hy-Brasil este  necunoscută, dar în tradiția irlandeză se crede că derivă din Irish Uí Breasail (însemnând "descendenți (de exemplu, ai clanului) Breasal"), unul dintre cele mai vechi clanuri din nord-estul Irlandei. cf. irlandezei vechi: Í: insulă; bres: frumusețe, valoare, mare, puternic.
În ciuda asemănării, numele țării Brazilia nu are nicio legătură cu insulele mitice. Acesta a fost numită prima dată ca Ilha de Vera Cruz (Insula Sfintei Cruci) și mai târziu Terra de Santa Cruz (Țara Sfintei Cruci)  de către navigatorii portughezi care au descoperit țara. După câteva decenii, a început să fie numită "Brazilia" (Brasil, în portugheză) ca urmare a exploatării de lemn nativ brazilian, în acel moment singura resursă care este exportată de pe acele pământuri. În portugheză,  lemnul brazilian este numit pau-brasil, cuvântul brasil având sensul etimologic de "roșu ca un tăciune", format din latinescul brasa ("tăciune/jar") și sufixul -il (din -iculum ori -ilium).

## Apariție pe hărți
Hărți maritime au identificat o insulă numită "Bracile" în largul coastei de vest a Irlandei, în Oceanul Atlantic, începând cu 1325, într-un portulan realizat de Angelino Dulcert. Mai târziu, a apărut ca Insula de Brasil pe harta venețiană a lui Andrea Bianco (1436), atașată de una dintre insulele cele mai mari dintr-un grup de insule din Oceanul Atlantic. Această insulă a fost identificată pentru un timp cu insula modernă Terceira din Azore.
O hartă catalană din cca. 1480 etichetează două insule ca "Illa de brasil", una la sud-vest de Irlanda (unde se presupune că ar fi locul insulei mitologice) și una la sud de "Illa verde" sau Groenlanda.
Pe hărți insula a fost prezentată ca fiind circulară, de multe ori cu o strâmtoare centrală sau un râu care curge de la est-vest de-a lungul diametrului insulei. În ciuda încercărilor eșuate de a o găsi, aceasta a apărut în mod regulat pe hărți până în 1865 ca fiind situată la sud vest de Golful Galway, de data aceasta fiind numită Stânca Brasil (Brasil Rock).

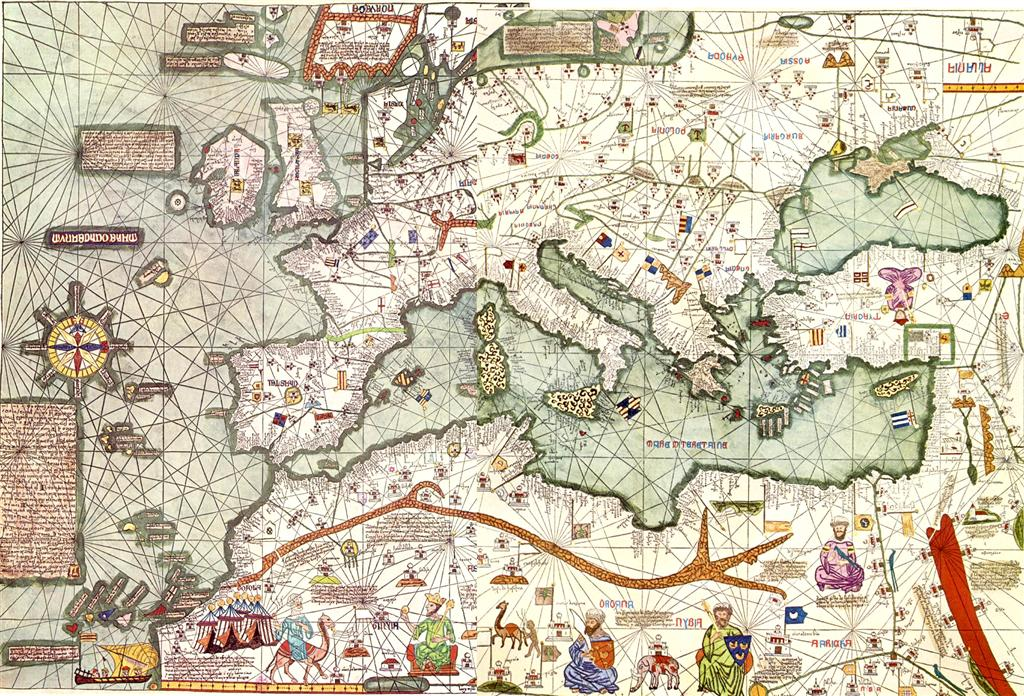
Atlas catalan din 1375
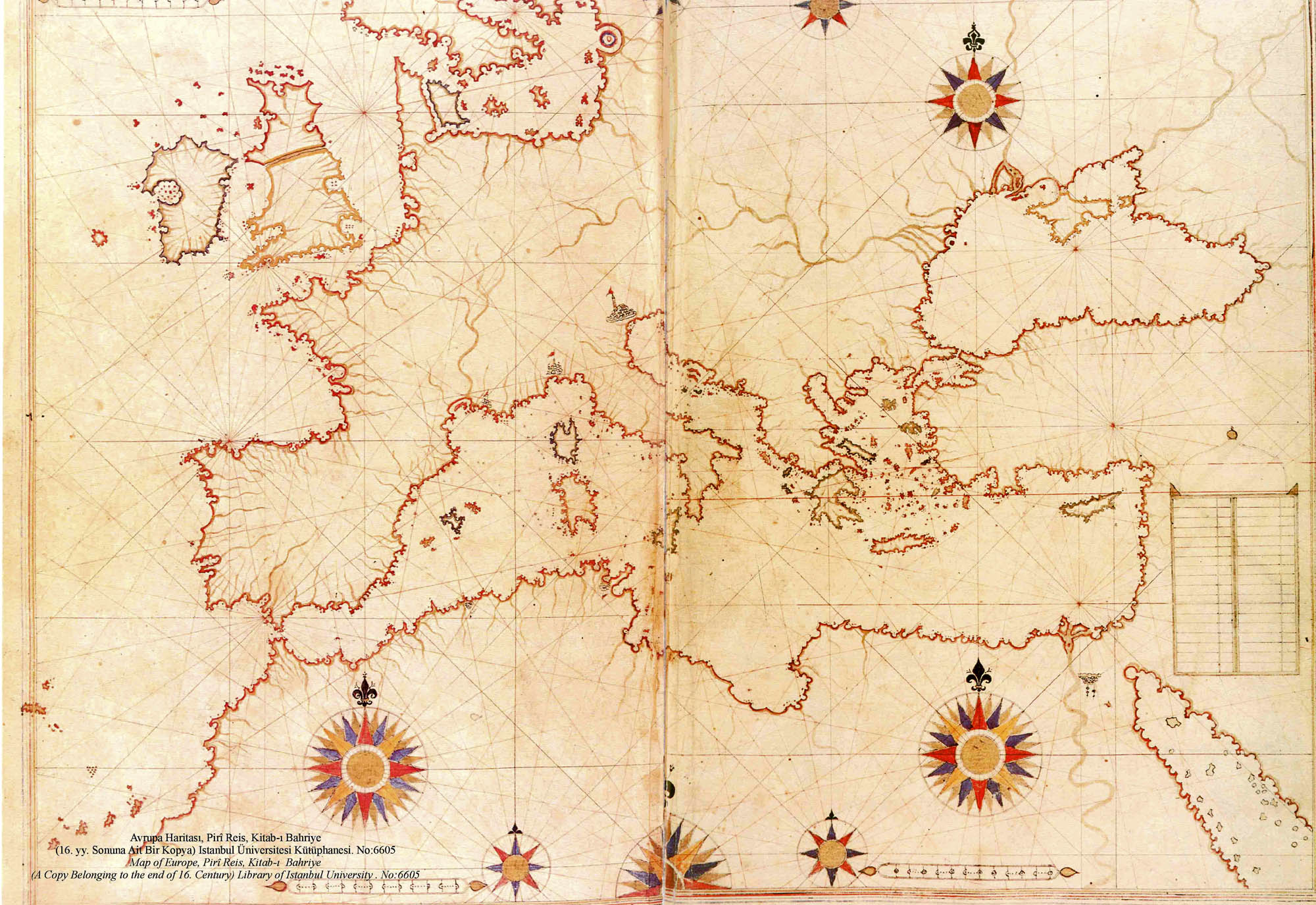
Harta lui Piri Reis din 1513 reprezentând Europa și Marea Mediterană
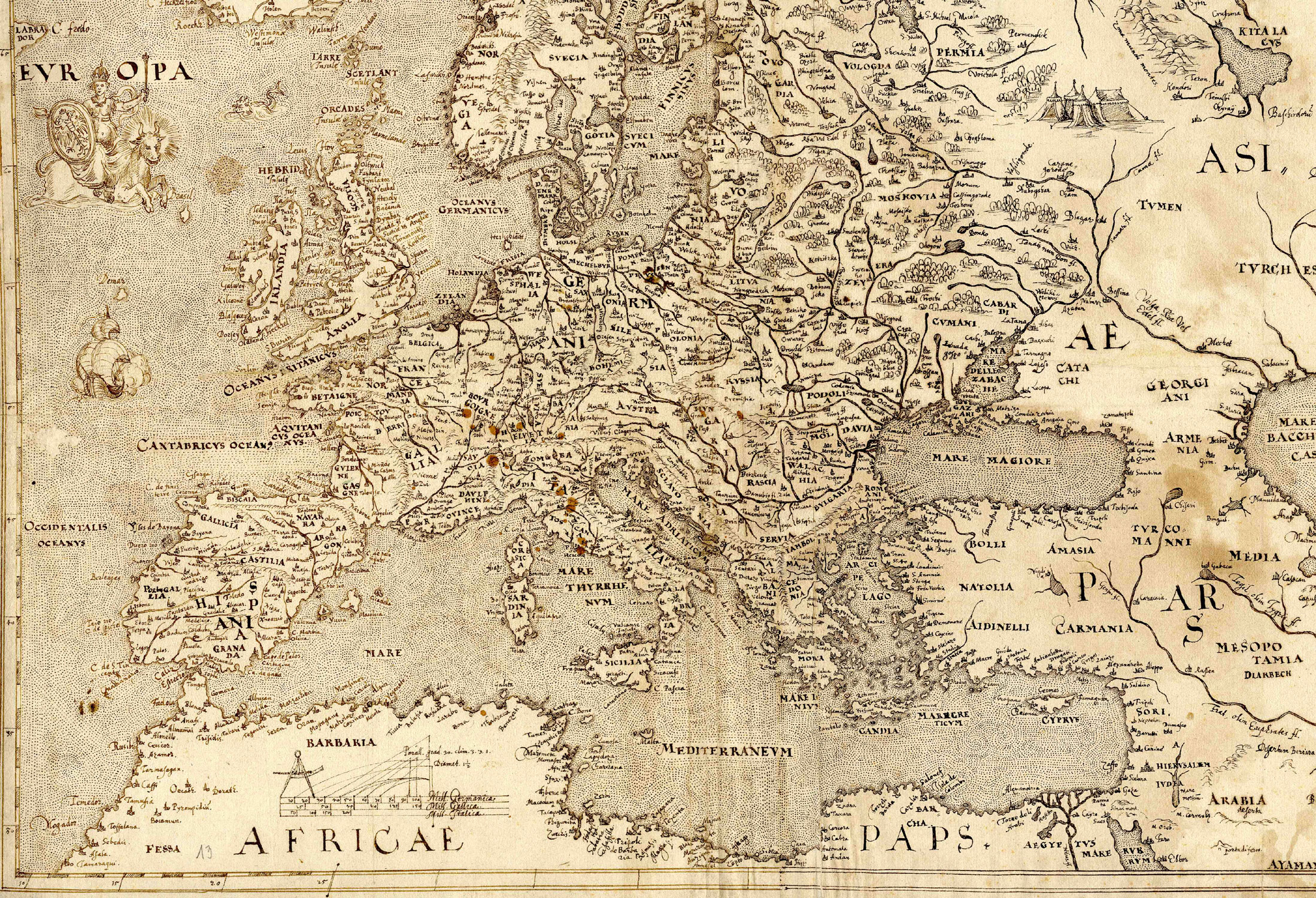
Hartă a Europei din 1570
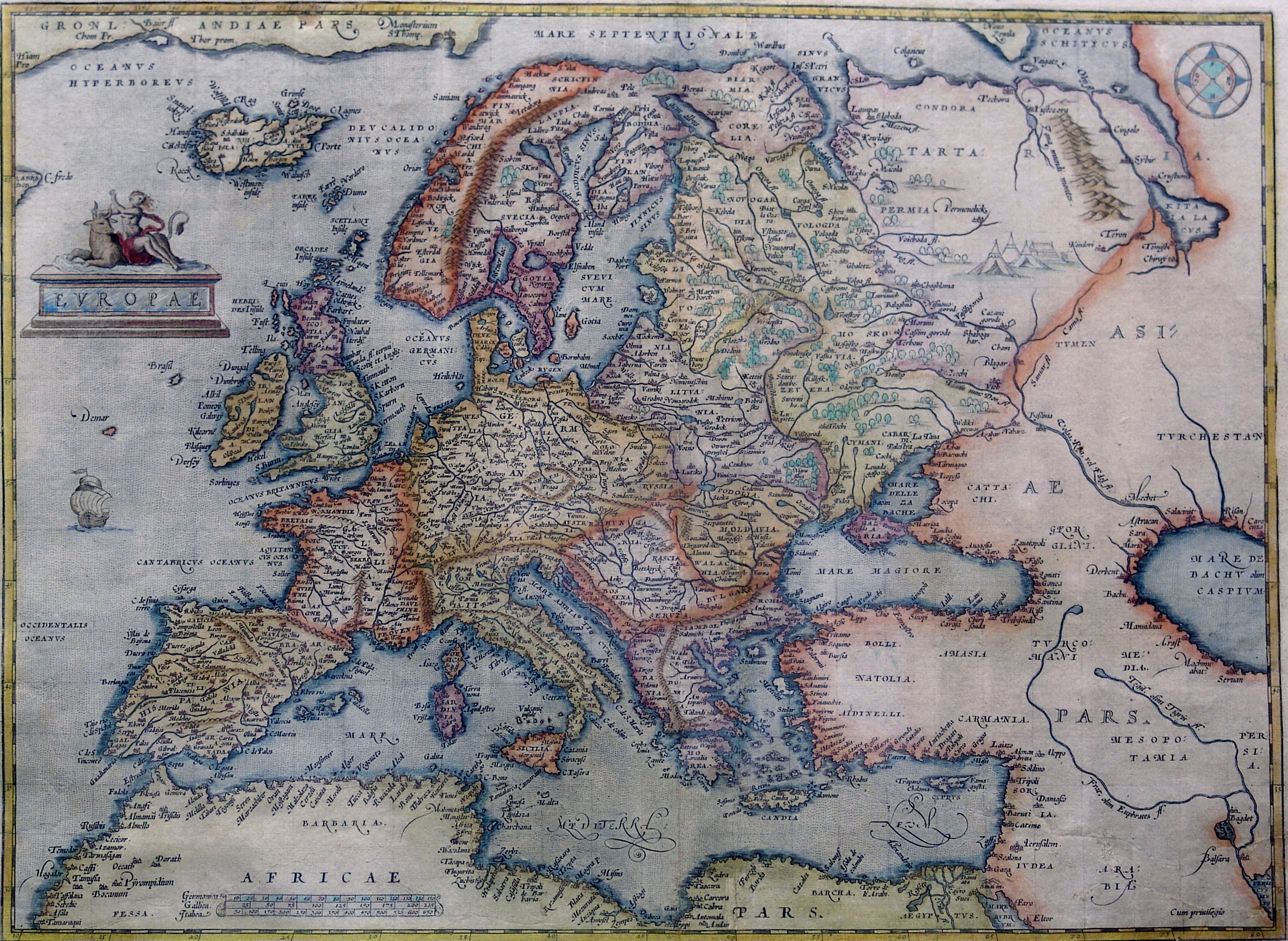
Harta lui Abraham Ortelius din 1595 reprezentând Europa
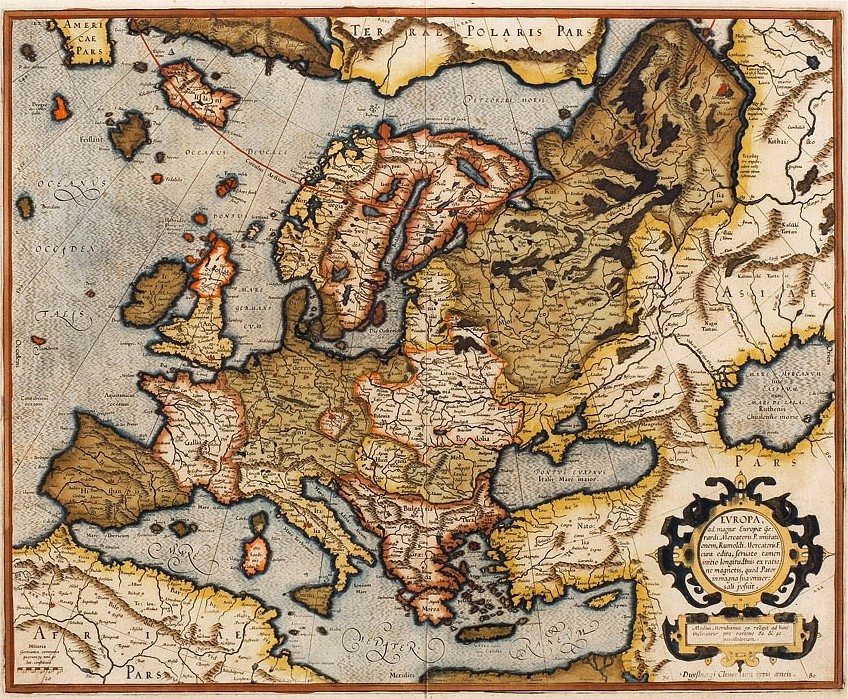
Harta Gerardus Mercator din 1595